# Hilary Scott
Hilary Scott (née le 9 avril 1988 à Moree, en Australie) est une cavalière australienne de saut d'obstacles. 
Elle a participé aux championnats du monde FEI d'équitation 2022 à Herning, au Danemark. Elle est sélectionnée parmi l'équipe australienne de saut d'obstacles pour les Jeux olympiques d'été de 2024.

## Biographie
Scott a une mère américaine et un père australien. Elle débute l'équitation à l'âge de 4 ans. Lorsqu'elle a douze ans, elle monte à poney à Moree, en Australie, et ses parents voyagent jusqu'à Sydney pour lui permettre de voir des épreuves olympiques en 2000. Sa mère Alice Cameron l'a particulièrement inspirée pour se lancer dans une carrière équestre. Elle a essayé divers sports équestres avant de choisir le saut d'obstacles.
Elle décide de quitter l'Australie à la fin de l'année 2016, afin de continuer de progresser professionnellement dans sa discipline. Elle réside depuis près de Valkenswaard, aux Pays-Bas, où elle dirige son entreprise équestre, plus précisément à Roermond. Elle se déclare inspirée par les cavaliers Marcus Ehning et Beezie Madden.
Elle débute les compétitions de niveau 5 étoiles en 2019.
En juillet 2024, Scott est sélectionnée par la Fédération équestre australienne pour faire partie de l'équipe australienne aux Jeux olympiques d'été de 2024 à Paris, en France. Il s'agit ainsi de la toute première équipe d'équitation entièrement féminine lors d'une édition des Jeux olympiques, composée également d'Edwina Tops-Alexander et de Thaisa Erwin.
Hilary Scott a l'habitude d'emmener son chien, un teckel miniature, sur ses compétitions.
En dehors de l'équitation, elle apprécie la course à pieds, la cuisine, et la musique country.

## Palmarès
- 2022 : 76e en individuel et 20e par équipes au championnat du monde de saut d'obstacles de Herning, avec Oaks Milky Way[3] ;

## Chevaux
Elle monte sa jument Oaks Milky Way au niveau Coupe des nations. Cette dernière est une jument d'expérience, âgée de 17 ans en 2024.